# Hadenoecus jonesi
Hadenoecus jonesi är en insektsart som beskrevs av Theodore Huntington Hubbell 1978. Hadenoecus jonesi ingår i släktet Hadenoecus och familjen grottvårtbitare. Inga underarter finns listade i Catalogue of Life.